# ジョーダン・ウィックス
ジョーダン・ウィックス（Jordan Wicks, 1999年9月1日 - ）は、アメリカ合衆国アーカンソー州フォークナー郡コンウェイ出身のプロ野球選手（投手）。左投左打。MLBのシカゴ・カブス所属。

## 経歴

### プロ入り前
コンウェイ高等学校では野球と並行してアメリカンフットボールもプレーしていた。高校最終年の2018年に11勝1敗、防御率0.86の好成績を記録。高校通算防御率も同校の歴代最高記録となる1.39となった。この年のMLBドラフトで指名がなかったため、カンザス州立大学に進学した。
大学1年目の2019年は15試合に先発登板して6勝3敗、防御率3.61の成績を記録し、ビッグ12カンファレンスの新人王を受賞。イニング数（84.2イニング）と奪三振数（86奪三振）で同カンファレンスの新人記録を更新した。
2年目の2020年は4試合に先発登板して防御率0.35の好成績を記録していたが、新型コロナウイルスの影響でシーズンが打ち切られた。
3年目の2021年のシーズンが始まる前に、ビッグ12カンファレンスのプレシーズン最優秀投手賞に満票で選出された。

### プロ入りとカブス時代
2021年のMLBドラフト1巡目（全体21位）でシカゴ・カブスから指名されプロ入り。契約金は約313万ドル。契約後はA+級サウスベンド・カブスプロデビューし、4試合に登板した。
2022年はA+級サウスベンドで開幕を迎え、7月中旬にAA級テネシー・スモーキーズに昇格。この年は2球団合計で24試合に先発登板し、4勝6敗、防御率3.80を記録した。 
2023年はAA級テネシーで開幕を迎え、6月下旬にAAA級アイオワ・カブスに昇格。2球団合計で20試合に先発登板して7勝0敗、防御率3.55という成績を記録し、8月26日に初のメジャー昇格。同日のピッツバーグ・パイレーツ戦で先発してメジャーデビュー。5イニングを2安打、1失点、9奪三振に抑え、デビュー戦で初勝利を飾った。以後は先発ローテーションに固定され、7試合に登板、4勝1敗、防御率4.41を記録した。
2024年は開幕から先発投手として5試合に先発登板したが、左腕前腕部に痛みが生じたため4月28日に（4月25日まで遡って）15日間の故障者リスト入り。約1カ月で復帰し2試合に登板したが、6月15日に今度は腹斜筋の肉離れで再び15日間の故障者リスト入り。7月19日には60日間の故障者リストに移行し、メジャー復帰は9月1日までずれ込んだ。結局この年はメジャーで11試合の登板に留まった。

## 詳細情報

### 年度別投手成績
| 年 度    | 球 団    | 登 板 | 先 発 | 完 投 | 完 封 | 無 四 球 | 勝 利 | 敗 戦 | セ 丨 ブ | ホ 丨 ル ド | 勝 率 | 打 者 | 投 球 回 | 被 安 打 | 被 本 塁 打 | 与 四 球 | 敬 遠 | 与 死 球 | 奪 三 振 | 暴 投 | ボ 丨 ク | 失 点 | 自 責 点 | 防 御 率 | W H I P |
| -------- | -------- | ----- | ----- | ----- | ----- | -------- | ----- | ----- | -------- | ----------- | ----- | ----- | -------- | -------- | ----------- | -------- | ----- | -------- | -------- | ----- | -------- | ----- | -------- | -------- | ------- |
| 2023     | CHC      | 7     | 7     | 0     | 0     | 0        | 4     | 1     | 0        | 0           | .800  | 147   | 34.2     | 33       | 5           | 11       | 0     | 0        | 24       | 3     | 0        | 17    | 17       | 4.41     | 1.27    |
| 2024     | CHC      | 11    | 10    | 0     | 0     | 0        | 2     | 4     | 0        | 0           | .333  | 212   | 46.0     | 55       | 9           | 20       | 0     | 2        | 42       | 3     | 0        | 31    | 28       | 5.48     | 1.63    |
| MLB：2年 | MLB：2年 | 18    | 17    | 0     | 0     | 0        | 6     | 5     | 0        | 0           | .545  | 359   | 80.2     | 88       | 14          | 31       | 0     | 2        | 66       | 6     | 0        | 48    | 45       | 5.02     | 1.48    |

- 2024年度シーズン終了時

### 年度別守備成績
| 年 度 | 球 団 | 投手（P） | 投手（P） | 投手（P） | 投手（P） | 投手（P） | 投手（P） |
| 年 度 | 球 団 | 試 合     | 刺 殺     | 補 殺     | 失 策     | 併 殺     | 守 備 率  |
| ----- | ----- | --------- | --------- | --------- | --------- | --------- | --------- |
| 2023  | CHC   | 7         | 1         | 4         | 0         | 0         | 1.000     |
| 2024  | CHC   | 11        | 0         | 4         | 0         | 1         | 1.000     |
| MLB   | MLB   | 18        | 1         | 8         | 0         | 1         | 1.000     |

- 2024年度シーズン終了時

### 背番号
- 36（2023年 - ）